# Адам, Хорст
Хорст Адам (н.-луж. Horst Adam, нем. Horst Adam, 1 апреля 1939 года, деревня Ятшоб, Нижняя Лужица, Германия) — лужицкий писатель, журналист и публицист.

## Биография
Пишет на нижнелужицком языке. После получения журналистского образования с 1964 года по 1992 год был главным редактором нижнелужицкого литературного журнала «Serbska pratyja». С 1992 года до 2005 года был главным редактором нижнелужицкой газеты «Nowy Casnik».
В 1998 году за свою деятельность удостоился серболужицкой национальной премии «Домовина».

## Сочинения
- Jadna z nich jo šołtowka/ Antologija dolnoserbskeje literatury, 1971
- Tam woni laže, te rědne naše jsy/ Šesćadwaźasća wejsnych wobrazow, 1988
- Ducy po Błotach, 1990
- Ja som serbski, 1998